# L'Hôpital, Moselle
L'Hôpital là một xã trong tỉnh Moselle, vùng Grand Est đông bắc nước Pháp.